# Eschach (Ravensburg)
Eschach ist eine Ortschaft der Stadt Ravensburg in Baden-Württemberg.
Die Ortschaft liegt im Süden des Stadtgebiets. Sie besteht aus dem Gebiet der bis zum 31. Januar 1974 selbständigen Gemeinde Eschach und ist in drei Wohnbezirke gegliedert:
Der Wohnbezirk Weißenau besteht aus den Wohnplätzen Fidazhofen, Höllholz, Mariatal, Neuberg, Rahlen, Rasthalde, Teuringer, Torkenweiler, Weiherstobel, Weingartshof und Weißenau. Der Wohnbezirk Obereschach besteht aus den Wohnplätzen Aich, Alznach, Benzen, Flappach, Furt, Gutenfurt, Häldele, Hüttenberg, Karrer, Kemmerlang, Lachen, Lauterach, Obereschach, Oberhofen, Sickenried, Strietach, Untereschach und Waidenhofen. Beim dritten Wohnbezirk handelt es sich um Gornhofen, bestehend aus den Wohnplätzen Bauren, Blaser, Bottenreute, Bruggen, Christushof, Fildenmoos, Gornhofen, Kögel, Obersulgen, Obertennenmoos, Schwärzach, Tennenmoos und Vordersolbach.

## Geographie

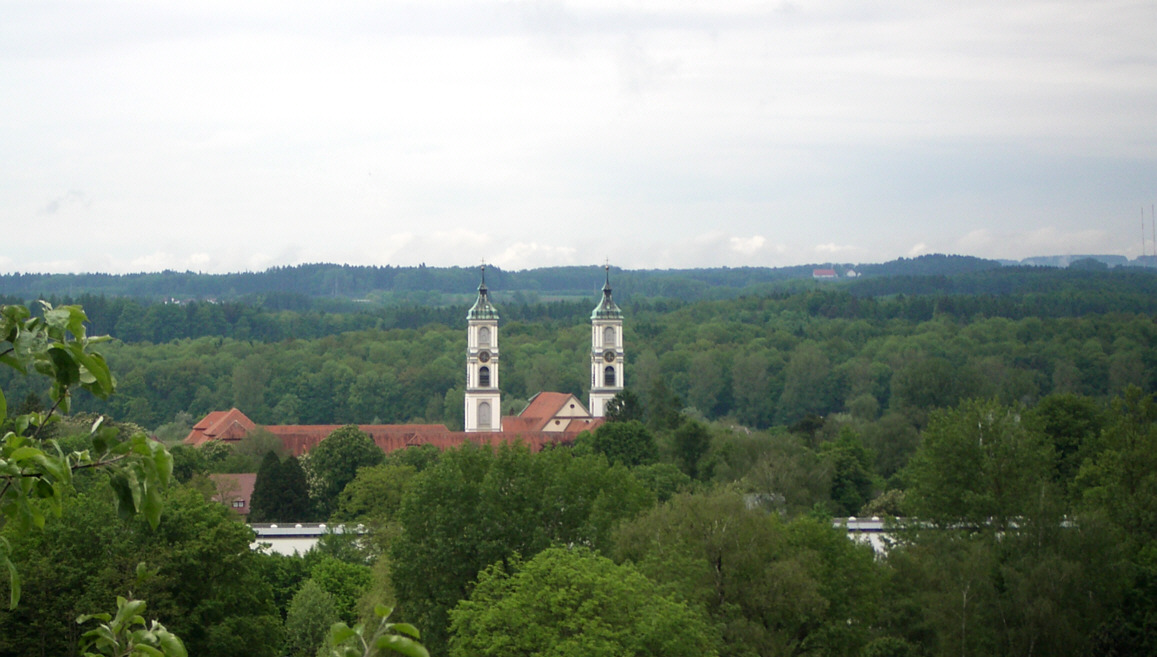
Blick von Weingartshof hinab ins Schussental zur Klosterkirche Weißenau

Die Wohnorte der Ortschaft Eschach liegen im Schussental und auf den östlichen Anhöhen über dem Schussental.
Im Ortschaftsgebiet gibt es drei Naturschutzgebiete: den Egelsee bei Gornhofen, das Kemmerlanger Moos und das Mariataler Wäldle.

## Geschichte
Die Ortschaft geht zurück auf das vorderösterreichische Amt Eschach und das alte Weißenauer Klosteramt mit dem Zentrum Oberhofen, wo früher das Siechenhaus für Pestkranke stand. 1826 wurde das Amt Oberhofen, das Amt Eschach und einige kleinere Parzellen zur Gemeinde Eschach innerhalb des Oberamts Ravensburg vereinigt. 1849 wurde die Staatsdomäne Weißenau eingegliedert. 1853 wurden die Teilgemeinden Eschach und Weißenau innerhalb der Gesamtgemeinde Eschach gebildet, die 1932 wieder aufgelöst wurden. Der Sitz der Gemeinde Eschach befand sich in Oberhofen. Zum 1. Februar 1974 wurde Eschach nach Ravensburg eingemeindet.

## Politik
Die Ortschaft stellt als Wohnbezirk Eschach 6 der 32 Ravensburger Gemeinderäte. Diese werden in unechter Teilortswahl gewählt.
Das Rathaus der Ortschaft Eschach, in dem auch der Ortschaftsrat tagt, befindet sich in Oberhofen. Der Ortschaftsrat von Eschach hat 17 Mitglieder (Wohnbezirk Weißenau 8 Sitze, Wohnbezirk Obereschach 7 Sitze, Wohnbezirk Gornhofen 1 Sitz und der Ortsvorsteher als 17. Mitglied). Ein städtischer Beamter, der vom Gemeinderat im Einvernehmen mit dem Ortschaftsrat bestellt wird, fungiert als hauptamtlicher Ortsvorsteher und Vorsitzender des Ortschaftsrats ohne eigenes Stimmrecht.
Im Ortschaftsrat sind die CDU und die Grünen mit je sieben Sitzen, die SPD mit zwei Sitzen und die FDP mit einem Sitz vertreten (Stand: 2019).

### Wappen
Die Gemeinde Eschach führte von 1934 bis 1974 ein Wappen, das einen Abtsstab als Symbol zur historischen Zugehörigkeit zum Kloster Weißenau und Wellenbalken als Symbol für die Flüsse Schussen und Schwarzach zeigt. Die Wellenbalken können auch als Symbol für den zweiten Namensbestandteil „-ach“ des Gemeindenamens verstanden werden; so wird das Wappen teilweise zu einem „redenden Wappen“. Seit der Eingemeindung 1974 nach Ravensburg wird das Wappen nicht mehr amtlich benutzt. Es wird jedoch weiterhin inoffiziell von der Ortschaft Eschach verwendet.
Wappenbeschreibung: In gespaltenem Schild vorne in Blau ein links gekehrter silberner Abtsstab, hinten in Silber zwei blaue Wellenbalken.

## Religionen

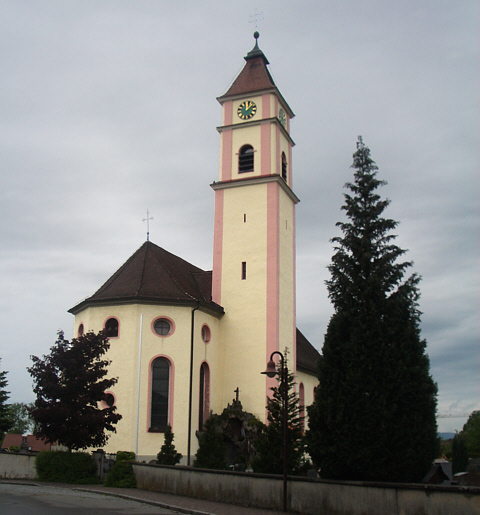
Obereschach: Pfarrkirche St. Johannes Baptist

Eschach ist wie das gesamte Ravensburger Umland römisch-katholisch geprägt. Die Gemeinde ist Sitz der folgenden Pfarreien, die alle zum Dekanat Allgäu-Oberschwaben gehören:
- Pfarrei St. Walburga, Gornhofen
- Pfarrei St. Johann Baptist, Obereschach
- Pfarrei St. Petrus und Paulus, Weißenau

Zusammen mit der Gemeinde St. Antonius von Padua in Oberzell sind sie zur Seelsorgeeinheit Ravensburg-Süd zusammengefasst.
Die evangelische Kirchengemeinde Eschach gehört zur Gesamtkirchengemeinde Ravensburg im Dekanat Ravensburg. Sie hat 1.650 Mitglieder (Stand: 2004). Die Gemeinde wurde nach dem Neubau des Lukas-Gemeindezentrums in Oberhofen 1993 gegründet. Neben dem Gemeindezentrum wird auch der Kapitelsaal des Klosters Weißenau für Gottesdienste genutzt.

## Wirtschaft und Infrastruktur

### Landwirtschaft
Das Ortschaftsbild Eschachs ist nach wie vor von der Landwirtschaft geprägt. Dominierend sind die Sonderkulturen der Bodenseeregion, darunter der Obstbau (hauptsächlich Äpfel), Hopfen, Erdbeeren und Spargel. Obst, Erdbeeren und Spargel sowie selbst hergestellte Säfte und Schnäpse werden vielfach in Hofläden verkauft. Die alte Weinbau-Tradition belegen heute noch Ortsnamen wie Weingartshof und Torkenweiler (von Torkel).

### Ansässige Unternehmen
In den Klostergebäuden der ehemaligen Abtei Weißenau und umliegenden Neubauten ist das staatliche Zentrum für Psychiatrie Weißenau untergebracht. Eine im 19. Jahrhundert zunächst im Kloster eingerichtete Bleich- und Appreturfabrik bestand bis ins 21. Jahrhundert in weitläufigen Industriegebäuden in unmittelbarer Nähe des Klosters, die Produktion wurde allerdings 2006 eingestellt. Die Gebäude und Grundstücke wurden 2007 von der Stadt Ravensburg erworben. In Weißenau sind ansonsten hauptsächlich Handwerks- und Handelsbetriebe ansässig.
Auf Eschacher Gebiet liegen mit den Gewerbegebieten Mariatal und Karrer die zwei bedeutendsten neueren Wirtschaftsstandorte der Stadt Ravensburg, die in der Kernstadt seit längerer Zeit kaum neue Gewerbeflächen ausweisen kann. Im Karrer und in Mariatal (beide im Schussental) sind zahlreiche mittelständische Betriebe ansässig, darunter Vetter Pharma und pro solar.
Am Rande des Gewerbegebiets Karrer betreibt der Landkreis Ravensburg seit 1975 eine Mülldeponie, das Entsorgungszentrum Gutenfurt.
Die Kläranlage Langwiese (im Schussental zwischen Untereschach und Oberzell bei Lachen gelegen) in Trägerschaft des Abwasserzweckverbands Mariatal reinigt die Abwässer der Städte Ravensburg und Weingarten sowie der Gemeinden Baienfurt und Berg.

### Verkehr
Durch Eschach führt die Bundesstraße 30 (Ulm – Friedrichshafen), von der bei Oberhofen die Bundesstraße 467 nach Tettnang abzweigt. In Weißenau gibt es einen Haltepunkt an der Bahnstrecke Ulm–Friedrichshafen, der von der Bodensee-Oberschwaben-Bahn (BOB) bedient wird. Linienbusse verbinden die Ortsteile untereinander und mit der Ravensburger Kernstadt.

### Bildung
In Eschach gibt es drei Schulen. Neben der Grundschule Obereschach, die den Namen Stefan-Rahl-Schule trägt, existieren noch die Grundschule in Weißenau, sowie die Klinikschule Weißenau.

### Forschung
Die Außenstelle Weißenau der Universität Tübingen betrieb ab 1960 an der Rasthalde in einem Wald bei Weißenau ein Radioteleskop mit 26 m Durchmesser. Die radioastronomischen Beobachtungen wurden 1992 eingestellt; die Anlage ist inzwischen demontiert.

## Kultur und Sehenswürdigkeiten

### Museen
Die Ortschaft Eschach besitzt ein kleines Heimatmuseum am Torplatz in Weißenau. Außerdem gibt es in Oberhofen im Dorfgemeinschaftshaus ein kleines Museum, welches von der Dorfgemeinschaft Oberhofen errichtet wurde.

### Musik
Im ehemaligen Festsaal des Klosters Weißenau finden klassische Konzerte des Kulturamts der Stadt Ravensburg sowie des Kulturkreises Eschach e. V. statt. Musikvereine in Gornhofen, Obereschach und Weißenau (Musikverein Sternberg) pflegen die Blasmusik.

### Sehenswürdigkeiten

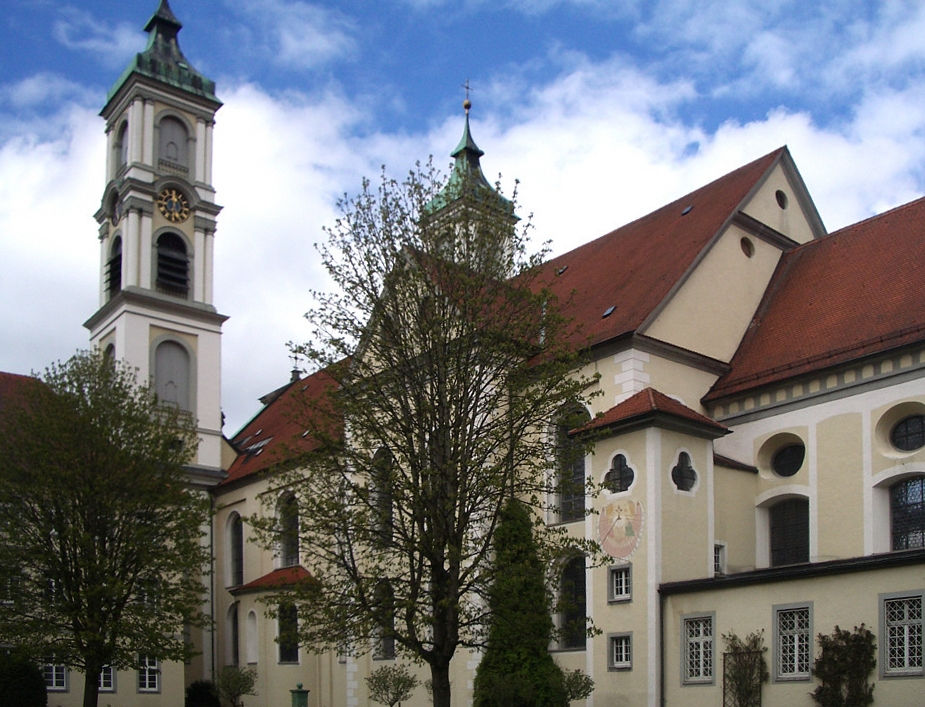
Ehemalige Klosterkirche Weißenau

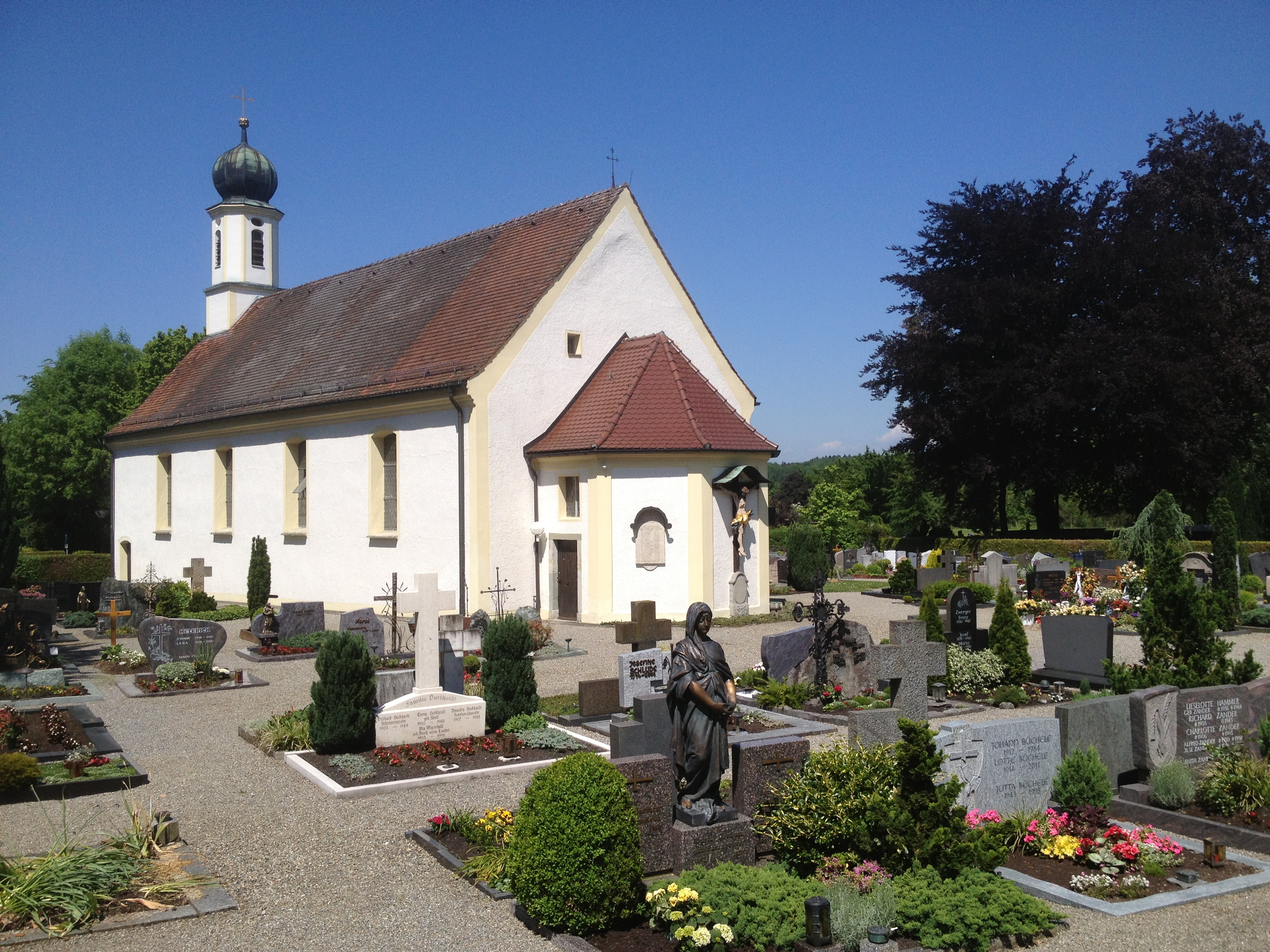
Kapelle und Friedhof Mariatal

Das Kloster Weißenau ist eine Hauptsehenswürdigkeit der Oberschwäbischen Barockstraße. Auch Obereschach und Gornhofen liegen an der Hauptroute dieser Ferienstraße.
Zur ehemaligen Prämonstratenserabtei Weißenau gehört die barocke Klosterkirche (bis zum 22. Oktober 2023 Pfarrkirche jetzt Münster St. Peter und Paul), die von 1717 bis 1724 von Franz Beer von Blaichten erbaut wurde und die mit einem frühbarocken Chorgestühl aus dem Jahre 1635 ausgestattet ist. Sie verfügt über eine klassizistische Orgel von Johann Nepomuk Holzhey. Außerdem sind die Heilig-Blut-Reliquie, das Konventsgebäude mit seinem für Konzerte genutzten, reich stuckierten Festsaal, das Torgebäude und das Wirtschaftsgebäude des Klosters wichtige Sehenswürdigkeiten in Weißenau. Das Denkmal der grauen Busse stellt ein Mahnmal für die Opfer der nationalsozialistischen „Euthanasie“ dar.
Die barocke Pfarrkirche St. Johannes Baptist in Obereschach wurde zwischen 1751 und 1754 erbaut.
Die Pfarrkirche St. Walburga und Ottilie in Gornhofen ist ebenfalls ein barockes Bauwerk und stammt aus dem Jahre 1728.
Im Friedhof Mariatal steht die Kapelle St. Maria und Nikolaus. Die Kirche wurde 1166 geweiht, auch der Friedhof geht vermutlich auf die Gründung des Prämonstratenserinnenkonvents Mariatal im 12. Jahrhundert zurück und ist damit einer der ältesten der Region. Im Zuge einer Pestepidemie wurde der Friedhof 1628/1629 erweitert und dient seit 1662 als Pfarrfriedhof. Zuletzt wurde der Friedhof 1978 erweitert.
In Untererschach steht die 1616 erbaute Kapelle St. Georg; zu ihrer Ausstattung gehört eine Pietà von Michel Erhart.
Sehenswert sind auch der Rahlenhof, die ehemalige Sommerresidenz der Weißenauer Äbte (heute Teil des Zentrums für Psychiatrie), sowie das Backhaus mit Schaubrennerei in Oberhofen.

### Sport
Das Sportleben ist von den Angeboten der Sportvereine SV Weißenau und TSV Eschach geprägt.

### Regelmäßige Veranstaltungen
In Weißenau findet jährlich ein Heimat- und Kinderfest statt. Eschacher Schüler und Bürger nehmen auch am Rutenfest Ravensburg teil. Seit 1960 betreibt die Narrenzunft »Narren-Au« Weißenau die schwäbisch-alemannische Fasnet, unter anderem mit einem traditionellen Nachtumzug von Narrengruppen aus ganz Oberschwaben.
Die drei ortsansässigen Musikvereine veranstalten jeweils Jahreskonzerte.